# Отаџбински фронт (Аустрија)
Отаџбински фронт била је десничарска, конзервативна, националистичка и корпоративна владајућа политичка организација Савезне Државе Аустрије. Тврдили су да су били нестраначки покрет са јединим циљем да уједине све народе Аустрије, превазилазећи политичке и друштвене поделе. Отаџбински фронт је основао 20. маја 1933. хришћанско-социјалистички канцелар Енгелберт Долфус, и то као једину законски дозвољену странку у земљи. Отаџбински фронт је организован по узору на италијански фашизам, осим што је Отаџбински фронт био у потпуности усклађен са Католичком црквом и није заступао никакву расну идеологију, као што је то касније чинио италијански фашизам. Заговарао је аустријски национализам и независност од Немачке на основу заштите католичког верског идентитета Аустрије од онога што су сматрали немачком државом којом доминирају протестанти.
Отаџбински фронт, који је био снажно повезан са аустријским католичким свештенством, апсорбовао је Долфусову Хришћанско-социјалну партију, аграрни Ландбунд и десничарску паравојну организиацију Хејмвер, који су сви били против марксизма, лесе-фер капитализма и либералне демократије. Долфус је успоставио ауторитарни и корпоративни режим. Тада је Савезна Држава Аустрија на немачком језику означена као Штендештат (  - „корпоративна држава“). Отаџбински фронт је промовисао овај облик владавине и друштва по угледу на католички друштвени светоназор Папе Пија XI из 1931. године (Quadragesimo anno). Фронт је забрањивао и прогонио све своје политичке противнике, укључујући комунисте, социјалдемократе — који су се борили против њега у кратком грађанском рату у фебруару 1934. Прогонили су и аустријске нацисте који су се залагали да се Аустрија придружи Немачкој. Канцелара Долфуса убили су нацисти у јулу 1934. На месту вође Отаџбинског фронта и на месту канцелара Аустрије постављен је Курт Шушниг. Шушниг је владао све док га ојачани нацисти нису натерали да поднесе оставку 11. марта 1938. Аустрију је следећег дана анектирала нацистичка Немачка.
Отаџбински фронт је одржавао културну и рекреативну организацију, под називом „Нови живот“, сличну немачкој Снага кроз радост. Отаџбински фронт је у свом савезу укључио и „Савез војника јеврејског фронта“, која је била највећа од неколико јеврејских одбрамбених паравојних јединица активних у Аустрији у то време.
Улога Отаџбинског фронта била је спорна тачка у послератној аустријској историографији. Док многи историчари сматрају да је он експонент аустријске и католичко-клерикалне варијанте фашизма – назване „аустрофашизам“ – и чине га одговорним за неуспех либералне демократије у Аустрији, конзервативни аутори истичу заслуге Отаџбинског фронта у одбрани аустријске независности и опозиције нацизму.

## Подршка и опозиција
Док је циљ Фронта био да уједини све Аустријанце, замењујући све политичке партије, друштвене и економске интересне групе (укључујући и синдикате), уживао је подршку само појединих делова друштва. Отаџбински фронт је своју подршку добијао од:
- Католичке цркве,
- Аустријске бирократије,
- Аустријске војске,
- Сеоских земљопоседника,[9]
- Земљорадника (посебно у западној Аустрији),[10]
- Неких лојалиста Династији Хабсбург,
- Значајног дела велике јеврејске заједнице Беча,[11]
- Католичких студентских братстава (Cartell-Verband).[3]

Упркос својој самоидентификацији као уједињујућој сили, у стварности су се фронту супротставили аустријски нацисти и социјалдемократе. Подршке социјалдемокаратима биле су јаке у Бечу и у индустријским градовима, а највише је долазила од синдикалних радника и партијске паравојне организације Републиканског одбрамбеног савеза, чији је устанак из фебруара 1934. (или „Аустријски грађански рат“) угушен за свега неколико дана. Аустријски нацисти, који су до тада доминирали постојећим пан-немачким националистичким покретом у Аустрији, били су подржани од стране дела секуларне, урбане средње и ниже средње класе, укључујући државне службенике и раднике у јавном сектору, професионалце, наставнике и студенте. Међутим, нису уживали масовну приврженост као у Немачкој.

## Историја
Након Првог светског рата и распада Аустро-Угарске запечаћеног Уговором из Сен Жермена из 1919. године, три политичка табора контролисала су судбину Прве аустријске републике:
- Социјалдемократе,
- Хришћанско-социјална партија и
- Немачки националисти.

Немачки националисти су били организовани у Народној странци Велике Немачке и у Ландбунду. Од 1921. Хришћанско-социјална партија је формирала коалициону владу са немачким националистима; Канцелар Игњац Зајпел, заговорник католичког друштвеног светоназора, заступао је идеју о „корпоративној држави" која би надјачала парламентарни систем, на основу повеља Рерум новарум (лат. Rerum novarum; О новим стварима, 1891) Папе Лава XIII и Куадрагесимо анно (лат. Quadragesimo anno; У четрдесетој години, 1931) Папе Пија XI.

### Стварање
Дана 10. маја 1932. године, хришћанско-социјални политичар Енгелберт Долфус је именован за канцелара Аустрије од стране председника Вилхелма Микласа. Долфус је формирао још једну десничарску владу заједно са Ландбундом и Хајматблоком ( политичком организацијом паравојних снага Хајмвера). Долфус је ванредним декретима извојевао танку већину своје владе у парламенту, а 15. марта 1933. је спречио окупљање Националног савета Аустрије. Два месеца касније, канцелар Долфус је основао Отаџбински фронт као симбиозу његове Хришћанско-социјалне партије, снага Хајмвера и других десничарских група, са циљем да окупи све „лојалне Аустријанце под једну заставу".
Влада је 30. маја 1933. забранила Републикански одбрамбени савез, па су тада паравојне трупе Социјалдемократске партије; Комунистичке партије и Аустријске нацистичке партије постале забрањене. Од 12. фебруара 1934. преостале снаге Републиканског одбрамбеног савеза су се побуниле против ове забране, што је изазвало аустријски грађански рат против трупа Хајмвера и аустријских оружаних снага. Након гушења побуне, и Социјалдемократска партија је проглашена нелегалном и распуштена. Социјалдемократски званичници попут градоначелника Беча Карла Зајца су замењени политичарима Отаџбинског фронта.

### Корпоративно стање
Савезна Држава Аустрија је 1. маја проглашена једнопартијском државом под ауторитарним вођством Отаџбинског фронта. Након тога, организација је имала монополски положај у аустријској политици. Долфус је остао њен неприкосновени вођа све до његовог убиства током нацистичког јулског пуча 25. јула 1934. Наследио га је Ернст Ридигер Штархемберг, док је дотадашњи министар правде Курт Шушниг постао канцелар.
Шушниг је 1936. преузео и руководство Отаџбинским фронтом. Фронт је проглашен јавноправном корпорацијом и једином легалном политичком организацијом у Аустрији. Његов симбол је био крст са штакама, а званични поклич је био: Eстерајх! ("Аустрија!") или Фронт хајл! ("Живео фронт!"). Партијска застава је усвојена као друга државна застава Аустрије. Иако је чланство било обавезно за државне званичнике, Фронт никада није постао масовни покрет. До краја 1937. имао је 3 милиона чланова  (од тадашњих 6,5 милиона становника Аустрије); међутим, никада није могао да добије подршку својих политичких противника, нити из кругова социјалдемократа, нити од аустријских нациста.

### Аншлус
Шушниг је тврдио да су Аустријанци Немци и да је Аустрија „немачка држава“, али се снажно противио Аншлусу и страствено је желео да Аустрија остане независна од Немачке.
Шушнигова влада морала је да се суочи са све већим притиском свог моћног суседа нацистичке Немачке под Адолфом Хитлером, иначе рођеним у Аустрији. Судбина државе била је запечаћена када се италијански диктатор Бенито Мусолини приближио немачким нацистима. Да би ублажио тензије, Шушниг је 11. јула 1936. закључио споразум, након чега је неколико заговорника јулског пуча 1934. пуштено из затвора. Проверени нацисти попут Едмунда Глајза-Хорстенауа и Гвида Шмита придружили су се Шушниговом кабинету, док је Артур Зајс-Инкварт добио функцију државног саветника, иако је Аустријска нацистичка партија остала нелегална.
Хитлер је 12. фебруара 1938. позвао Шушнига у своју резиденцију у Бергхофу, са захтевом да се легализује Нацистичка партија у Аустрији и да се замени аустријски шеф генералштаба Алфред Јанша са Францом Бемеом како би се отворио пут за инвазију Вермахта. Шушниг је морао да именује Зајс-Инкварта за министра унутрашњих послова, и тако подстакне политичко активирање аустријских нациста.
Схвативши да је у шкрипцу, Шушниг је најавио референдум о аустријској независности. У нади да ће повећати вероватноћу гласова „за“, пристао је да укине забрану социјалдемократа и њима блиских синдиката у замену за њихову подршку референдуму. Овај потез је дошао прекасно. Шушниг је коначно био приморан да поднесе оставку под притиском Немачке 11. марта, а наследио га је Зајс-Инкварт. Отаџбински фронт је одмах забрањен након Аншлуса и припајања Аустрије Немачкој, два дана касније.
После Другог светског рата, 1945. године, бивши припадници Отаџбинског фронта попут Јулијуса Раба и Леополда Фигла основали су конзервативну и хришћанско-демократску Аустријску народну партију (ОВП) која је постала једна од две главне странке Друге аустријске републике. За разлику од Отаџбинског фронта, ОВП је била потпуно посвећена демократији и мање је стављала нагласак на религију.